# Coniogramme
Coniogramme es un género de helechos perteneciente a la familia Pteridaceae.  La especie, Coniogramme pilosa, es conocida como una planta ornamental.
Recientes estudios has demostrado que este género forma un grupo natural con  Cryptogramma y Llavea, un grupo que forma la subfamilia Cryptogrammoideae.

## Taxonomía
Coniogramme fue descrito por Antoine Laurent Apollinaire Fée y publicado en Mémoires sur les Familles des Fougères 5: 167. 1852.

## Especies
- Coniogramme affinis (C.Presl) Wall. ex Hieron.
- Coniogramme africana Hieron.
- Coniogramme ankangensis Ching & Y.P.Hsu
- Coniogramme caudata (Wall. ex Ettingsh.) Ching
- Coniogramme centrochinensis Ching
- Coniogramme crenatoserrata Ching & K.H.Shing
- Coniogramme emeiensis Ching & K.H.Shing
- Coniogramme falcata (D.Don) Salomon
- Coniogramme falcipinna Ching & K.H.Shing
- Coniogramme fraxinea (D.Don) Diels
- Coniogramme gigantea Ching
- Coniogramme gracilis Ogata
- Coniogramme guangdongensis Ching
- Coniogramme guizhouensis Ching & K.H.Shing
- Coniogramme japonica (Thunb.) Diels—helecho bambú
- Coniogramme jinggangshanensis Ching & K.H.Shing
- Coniogramme lanceolata Ching
- Coniogramme lantsangensis Ching & K.H.Shing
- Coniogramme latibasis Ching
- Coniogramme longissima Ching & H.S.Kung
- Coniogramme macrophylla (Blume) Hieron.
- Coniogramme madagascariensis C.Chr.
- Coniogramme merrilli Ching
- Coniogramme ovata S.K.Wu
- Coniogramme petelotii Tardieu
- Coniogramme pilosa (Brack.) Hieron.
- Coniogramme procera (Wall.) Fée
- Coniogramme pseudorobusta Ching & K.H.Shing
- Coniogramme pubescens Hieron.
- Coniogramme robusta Christ ex Hieron.
- Coniogramme rosthornii Hieron.
- Coniogramme rubescens Ching & K.H.Shing
- Coniogramme rubicaulis Ching
- Coniogramme serrulata (Blume) Fée
- Coniogramme simillima Ching
- Coniogramme simplicior Ching
- Coniogramme sinensis Ching
- Coniogramme squamulosa Hieron.
- Coniogramme subcordata Copel.
- Coniogramme suprapilosa Ching
- Coniogramme taipaishanensis Ching & Y.T.Hsieh
- Coniogramme taipeiensis Ching
- Coniogramme taiwanensis Ching
- Coniogramme venusta Ching
- Coniogramme wilsonii Hieron.